# The Land of Hope (film, 2012)
Pour plus de détails, voir Fiche technique et Distribution.
The Land of Hope (希望の国, Kibō no kuni) est un film japonais coproduit avec le Royaume-Uni et Taïwan, réalisé par Sion Sono et sorti en 2012.

## Synopsis
Un séisme affecte le Japon entraînant l'explosion d'une centrale nucléaire. Dans un petit village appelé de façon fictive Nagashima, un couple de fermiers mène une existence des plus paisibles et s'accroche à sa propriété malgré les consignes des autorités qui définissent un périmètre de sécurité coupant en deux la localité. Fils et belle-fille partent, quant à eux, vers un autre village, où, Izumi, la jeune épouse, découvre qu'elle va mettre au monde un enfant. Un film évoquant la catastrophe du 11 mars 2011 à Fukushima.

## Fiche technique
- Titre du film : The Land of Hope
- Titre original : 希望の国 (Kibō no kuni?)
- Production : Mizue Kunizane, Yuji Sadai, Yūko Shiomaki
- Réalisation et scénario : Sono Sion
- Photographie : Shinegori Miki (ja)
- Montage : Jun'ichi Itō (ja)
- Décors : Takashi Matsuzuka (ja)
- Pays d'origine :  Japon,  Taïwan et  Royaume-Uni
- Format : couleur - 1,85:1
- Durée : 133 minutes
- Dates de sortie :
  - Canada : septembre 2012 au Festival international du film de Toronto
  - Japon : 20 octobre 2012[1]
  - France : 24 avril 2013[2]

## Distribution
- Isao Natsuyagi : Yasushiko Ono, le père
- Megumi Kagurazaka : Izumi Ono, la belle-fille
- Naoko Otani : Chieko Ono, l'épouse
- Jun Murakami : Yoichi Ono, le fils
- Hikari Kajiwara : Yoko
- Yutaka Shimizu : Mitsuzu Suzuki
- Fusako Urabe : Hiromi

## Commentaire
Si le désastre de Fukushima a « engendré immédiatement au Japon la production de nombreux documentaires, il aura fallu attendre davantage de temps pour qu'émergent des fictions comme celle de Sion Sono qui, dans sa narration, évoque une nouvelle catastrophe nucléaire qui répéterait Fukushima ».
The Land of Hope apparaît comme « un film engagé qui veut embrasser tous les termes du débat sur l'énergie nucléaire, qui, sans ambiguïté, met en évidence ses dangers sur l'environnement, la santé, la cohésion sociale. C'est aussi le plus doux, le plus mélancolique des sermons, une fresque impressionnante constituée de tableaux intimes qui font entrer dans des intérieurs paisibles au sein desquels le désordre invisible des radiations s'est introduit. [...] Sion Sono, qui a, en partie, tourné dans la zone touchée par le séisme, explore avec minutie la vie quotidienne des survivants », écrit Thomas Sotinel pour Le Monde. Pour autant, le film transcende l'approche documentaire. Une vision post-apocalyptique de l'événement est aussi nettement évitée. Le réalisateur s'explique : « [...] depuis que j'ai vu réellement les zones sinistrées qui ressemblaient exactement à ces terres inhabitées rendues aux herbes folles des films de science-fiction, je ne peux plus prendre le risque de voir ce genre de films de fiction comme une fiction ».
En vérité, alors que « dans un documentaire, beaucoup de choses ne peuvent être montrées - les gens y parlent toujours au passé, ils se servent de photos en racontant que c'est arrivé tel jour, etc. -, dans une fiction, le spectateur peut vivre réellement l'expérience que les personnages du film vivent. Je voulais que les spectateurs comprennent les choses non pas de manière rationnelle mais avec leur cœur, leurs émotions », indique encore Sion Sono. « On sent ici plus que jamais un bouleversant désir de fictionnaliser le monde, d'utiliser le cinéma comme recours, là où toute autre forme d'expression semble inefficace. [...] Le poids de la réalité se fait sentir à des degrés variables tout au long du film, qui renferme autant de saillies documentaires que de fulgurances lyriques », juge Olivia Cooper Hadjian. Paradoxalement, affirme-t-elle, la cellule familiale décrite généralement comme « contaminée par toutes les hypocrisies de la société japonaise » apparaît, ici, comme l'unique planche de salut. « Avec ce film direct et poétique, aussi dur que sentimental, Sono ressuscite un cinéma que l'on croyait disparu », conclut-elle. Notons, toutefois, l'avis discordant d'Hubert Niogret qui affirme que « l'approche du cinéaste, nécessaire, généreuse, provocatrice politiquement dans sa conception, se retourne négativement par le sentimentalisme et les émotions faciles qui parcourent l'œuvre réalisée ».

## Distinctions

### Nominations
- Festival du film de Sydney 2013 : sélection « Features »